# Amédée Mannheim

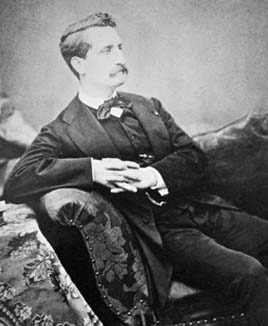
Amédée Mannheim

Victor Mayer Amédée Mannheim (* 17. Juli 1831 in Paris; † 11. Dezember 1906 ebenda) war ein französischer Mathematiker, Ingenieur und Offizier. Er entwickelte das nach ihm benannte Skalensystem für den Rechenschieber.

## Leben
Amédée Mannheim begann 1848 sein Studium an der École polytechnique in Paris im Alter von 17 Jahren. Zwei Jahre später ging er nach Metz an die École d’application de l’artillerie et du génie.
Nach seinem Studienabschluss in Metz wurde Mannheim Offizier in der französischen Artillerie. Nach einigen Jahren beim Militär wurde Mannheim 1859 an die École polytechnique in Paris berufen, während er seine Armeekarriere fortsetzte. Seine erste Aufgabe war die eines Privatdozenten. Im Jahr 1863 wurde er zum Prüfer ernannt. Im folgenden Jahr wurde Mannheim als Professor der darstellenden Geometrie an die École polytechnique berufen. 
Mannheim beendete 1890 seine militärische Laufbahn, nachdem er den Rang eines Obersten im Technikkorps erreicht hatte. Er setzte seinen Unterricht an der École polytechnique fort, bis er sich 1901 im Alter von 70 Jahren in den Ruhestand zurückzog. 1877 war er Präsident der Société Mathématique de France.

## Werk
Während seines Studiums in Metz entwickelte Mannheim um 1850 ein neues Skalensystem für den schon lange bekannten Rechenschieber.
Gleichzeitig führte er den ebenfalls schon bekannten beweglichen Läufer zur genaueren Ablesung ein. Damit schuf er den Standard des modernen Rechenschiebers. Seine Skalenanordnung des Rechenschiebers wurde als System Mannheim weltweit bekannt.
Mannheim verfasste zahlreiche Abhandlungen zur Geometrie.
Er studierte die polare reziproke Transformation nach Michel Chasles und ihre Auswirkung auf die kinetische Geometrie.
Er studierte auch mathematische Oberflächen, insbesondere Augustin Jean Fresnels Wellenoberflächen.

## Auszeichnungen
- 1872: Verleihung des Prix Poncelet der Académie des sciences
- 1878: Ehrenmitglied der London Mathematical Society